# Judo na Igrzyskach Wspólnoty Narodów 1986
Turniej pokazowy judo na Igrzyskach Wspólnoty Narodów 1986 odbył się w Edynburgu, w dniach 24 lipca – 2 sierpnia, w kompleksie Meadowbank Stadium.

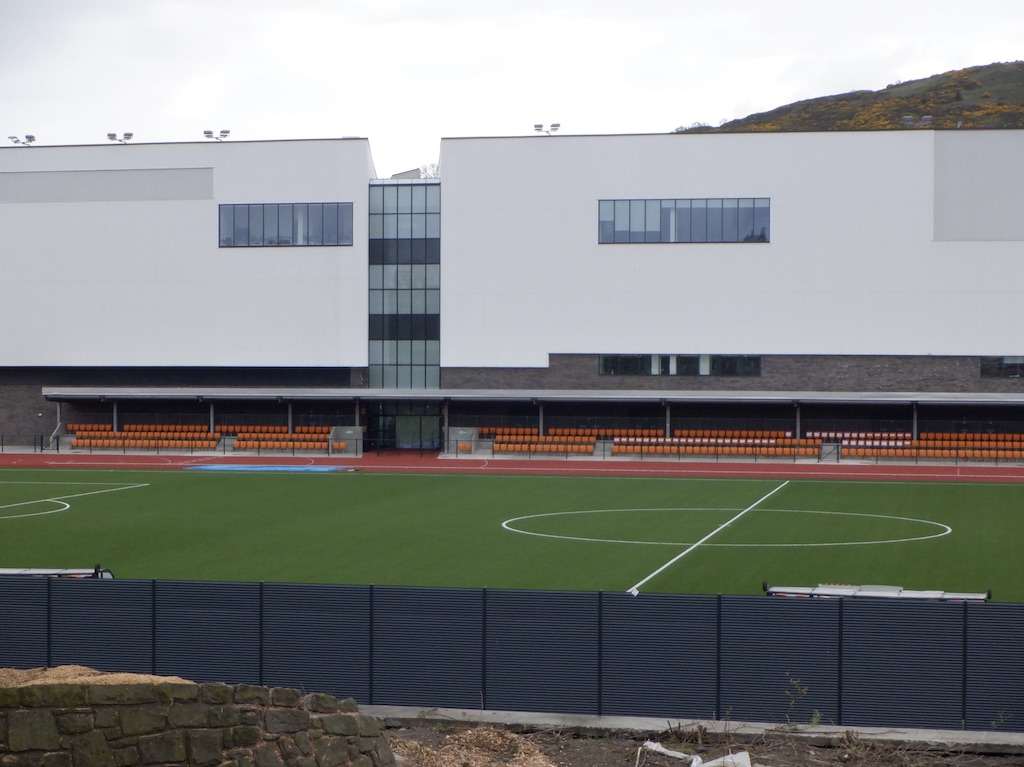
Hala

## Klasyfikacja medalowa
Gospodarz zawodów został zaznaczony kolorem.
| Miejsce | Państwo           |    |    |    | Razem |
| ------- | ----------------- | -- | -- | -- | ----- |
| 1       | Anglia            | 11 | 5  | 9  | 25    |
| 2       | Irlandia Północna | 2  | 1  | 0  | 3     |
| 3       | Szkocja           | 1  | 3  | 4  | 8     |
| 4       | Kanada            | 0  | 3  | 6  | 9     |
| 5       | Nowa Zelandia     | 0  | 1  | 1  | 2     |
| 6       | Wyspa Man         | 0  | 1  | 0  | 1     |
| 7       | Walia             | 0  | 0  | 4  | 4     |
| .       | Australia         | 0  | 0  | 4  | 4     |
| Razem   | Razem             | 14 | 14 | 28 | 56    |

## Medaliści

### Mężczyźni
| Konkurencja: | Złoto:             | Srebro:         | Brąz:                           |
| −60kg        | Carl Finney        | Neil Eckersley  | Russell Copp Phil Takahashi     |
| −65kg        | Colin Savage       | David Rance     | William Bell Mark Adshead       |
| −71kg        | Kerrith Brown      | Hartley Jones   | Mark Earle Stewart Brain        |
| −78kg        | Paul Sheals        | Martin McSorley | Fitzroy Davis Bill Vincent      |
| −86kg        | Raymond Stevens    | Densign White   | Andrew Richardson Kevin Doherty |
| −95kg        | Nicholas Kokotaylo | Joe Meli        | Graham Campbell Dennis Stewart  |
| Ponad 95kg   | Elvis Gordon       | Mark Berger     | Tom Greenway Mark Scully        |

### Kobiety
| Konkurencja: | Złoto:          | Srebro:               | Brąz:                            |
| −48kg        | Karen Briggs    | Anne Marie Mulholland | Lyne Poirier Anisah Mohamoodally |
| −52kg        | Sharon Rendle   | Loretta Doyle         | Claire Shiach Lisa Griffiths     |
| −56kg        | Ann Hughes      | Karen Gray            | Nathalie Gosselin Helen Morgan   |
| −61kg        | Diane Bell      | Donna Guy             | Helen Lewis Theresa Quoi         |
| −66kg        | Eileen Boyle    | Dawn Netherwood       | Rowena Sweatman Tammy Patterson  |
| −72kg        | Avril Bray      | Ann Lucitt            | Joanne Spinks Lorna McNeil       |
| Ponad 72kg   | Sandra Bradshaw | Ruth Vondy            | Sharon Lee S. Simpkins           |